# سندرم و یک قرن
سندرم و یک قرن(تایلندی: แสงศตวรรษ S̄æng ṣ̄atawǎat, literally Light of the Century) فیلمی به کارگردانی اپیچاتپونگ ویراستاکول که در سال ۲۰۰۶ منتشر شد.